# David Grubbs
David Grubbs (Louisville, 21 settembre 1967) è un musicista e compositore statunitense, fondatore di importanti gruppi in ambito alternative rock come Squirrel Bait, Bastro e Gastr del Sol. È considerato tra i più importanti esponenti del post rock. Ha suonato inoltre con i Codeine, The Red Krayola, Bitch Magnet e The Wingdale Community Singers.

## Biografia
Il suo primo gruppo furono The Happy Cadavers con i quali pubblicò un 7". Ne uscì e formò gli Squirrelbait Youth diventati presto Squirrel Bait, seminale gruppo post hardcore punk di stanza a Louisville nel Kentucky. Finita questa esperienza formò con Clark Johnson e John McEntire i Bastro che nel 1991 mutarono con l'entrata di Jim O'Rourke in Gastr del Sol, progetto musicale d'avanguardia.
Nel 1994 prese parte alle registrazioni di The White Birch dei Codeine, molte altre furono le sue collaborazioni (Palace Music, Will Oldham, Royal Trux, Dirty Three, Matmos, Richard Buckner, Tony Conrad, Pauline Oliveros, Arnold Dreyblatt), divenne anche direttore della Dexter's Cigar, sottoetichetta della Drag City.
Nel 1997 ha pubblicato il primo album solista Banana Cabbage, Potato Lettuce, Onion Orange dove l'artista sperimenta nuove soluzioni musicali sullo stile di Loren Mazzacane Connors e Morton Feldman. L'anno seguente Grubbs e O'Rourke pubblicarono Camoufleur, ultima tappa del progetto Gastr del Sol.
Nel 1998 è uscito il suo secondo album solista The Thicket, considerato tra i suoi lavori più apprezzati dalla critica e a cui hanno collaborato John McEntire, Josh Abrams al basso, Jow Bishop alla tromba, Ernst Kirche al corno e Tony Conrad al violino. I brani di questo album sono formati da due parti, una sperimentale d'avanguardia ed un'altra melodica.

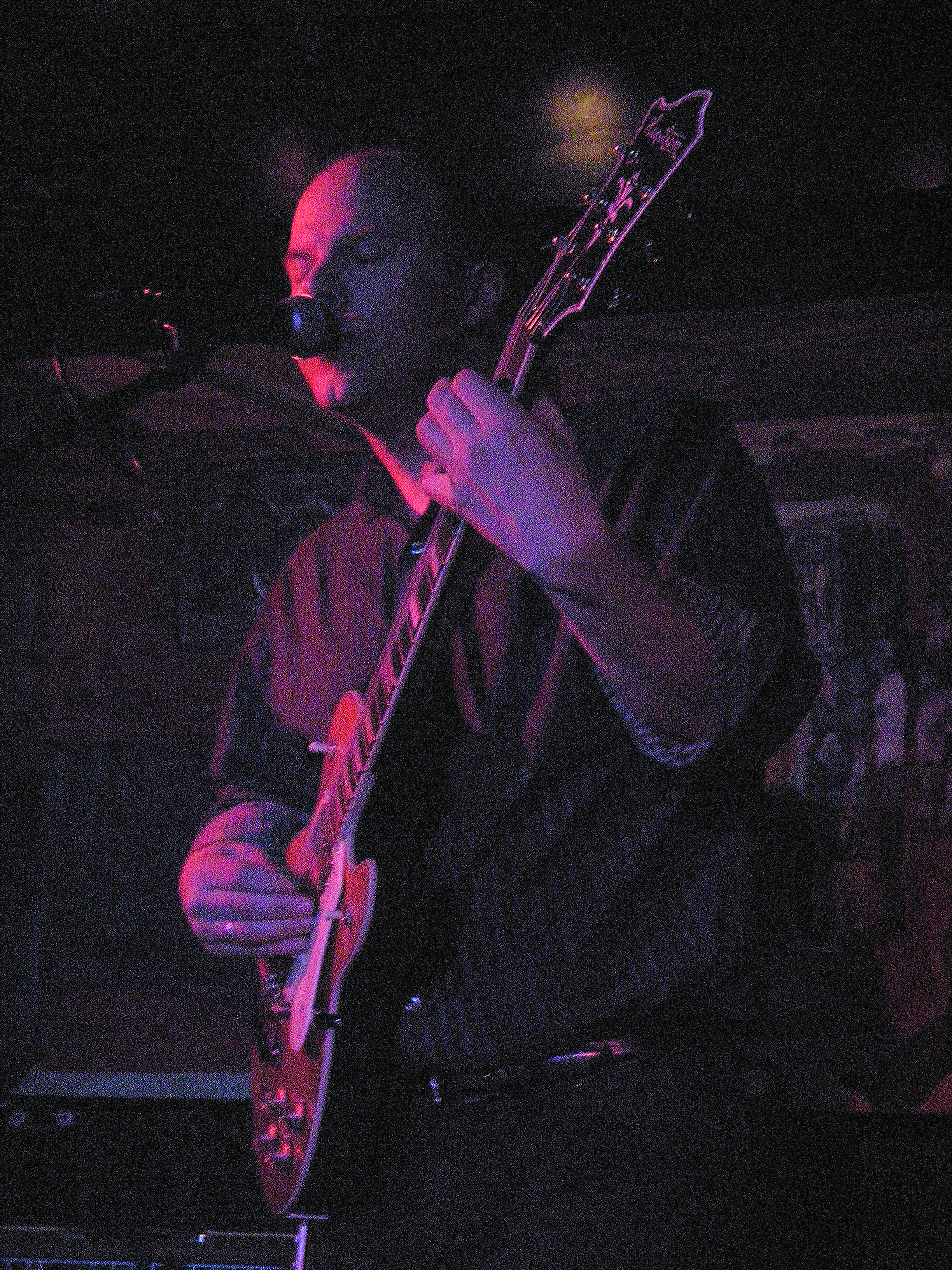
Grubbs nel 2009

L'anno seguente produce per la propria etichetta, la Blue Chopsticks, l'album Apertura scritto a quattro mani con il jazzista svedese Mats Gustafsson. Con questa etichetta ha prodotto poi lavori di Luc Ferrari, Derek Bailey e Noël Akchoté, i Workshop, Van Oehlen.
In questo periodo seguono altre collaborazioni: Push Comes To Love con Stephen Prina, Fingerpainting con i Red Krayola.
L'interlocutorio terzo album da solista Coxcomb, adattamento musicale di un racconto breve di Stephen Crane inciso nel 1999 e pubblicato solo a fine 2000, anticipa il successivo The Spectrum Between del 2000, registrato a New York con la collaborazione di Mats Gustafsson, Noel Akchote e John McEntire dove l'artista riesce a fondere il contrappunto sperimentale con la melodia tradizionale
L'album ottenne ottime recensioni tanto che fu nominato "album dell'anno" dal Sunday Times.
Thirty-Minute Raven del 2001 è un mini album con musica di sottofondo per musei mentre Act Five, Scene One del 2002 non porta novità di rilievo. Il successivo Rickets and Scurvy sempre del 2002 vede un miglior affiatamento del gruppo ma anche la presenza dei Matmos.
Collabora nuovamente con Mats Gustafsson per Off-Road del 2003 e con Avey Tare degli Animal Collective per un split album del 2004. Negli anni seguenti pubblica A Guessat the Riddle (2005) suo ottavo album anche questo ispirato al folk e An Optimist Notes the Dusk nel 2008 più vicino allo slowcore.

## Colonne sonore ed installazioni
Grubbs è conosciuto anche per le collaborazioni con gli scrittori Susan Howe (gli album Thiefth del 2005 e in Souls of the Labadie Tract del 2007), Rick Moody, e Kenneth Goldsmith, ed anche artisti visuali Anthony McCall, Cosima von Bonin e Angela Bulloch per la quale ha composto la colonna sonora delle installazioni: Z Point, Horizontal Technicolour, e Hybrid Song Box.4, ed appare in due di Doug Aitken. La sua installazione sonora Between a Raven and a Writing Desk è stata inserita nell'album compilation del 1999 Elysian Fields prodotto dal Centro Pompidou.
Ha composto con Matmos la colonna sonora del film Les invisibles di Thierry Jousse e contribuito a quella scritta dai Red Krayola per il film Japan in Paris in LA di Norman and Bruce Yonemoto, oltre a quelle di tre film di Augusto Contento (Parallax Sounds, Strade Trasparenti, e Onibus), del film Dutch Harbor: Where the Sea Breaks its Back di Braden King and Laura Moya, e di North di John Boskovich. È uno dei cinque musicisti (con Steve Albini, Ken Vandermark, Damon Locks, e Ian Williams) biografati nel documentario del 2012 Parallax Sounds di Augusto Contento.
Ha inoltre composto la colonna sonora dell'adattamento per radio di Karl Bruckmaier di Die Ästhetik des Widerstands di Peter Weiss (Hessischer Rundfunk Hörbuch des Jahres 2007) e contribuito all'adattamento sempre di Bruckmaier di Chronik der Gefühle di Alexander Kluge (vincitore del premio Deutscher Hörbuchpreis 2010, "Best Fiction").

## Attività di critico ed insegnante
Grubbs è laureato in inglese nella University of Chicago e ha insegnato composizione al Chicago Art Institute.
I suoi commenti critici sono apparsi su Texte zur Kunst, Chicago Review, TDR, Conjunctions, Bookforum, e Purple, e tra il 1999 ed il 2007 ha regolarmente contribuito come critico musicale sul Süddeutsche Zeitung. Nel 2006 è stato premiato dalla Foundation for Contemporary Arts Grants to Artists Award.

## Discografia

### Album da solista
- 1997 - Banana Cabbage, Potato Lettuce, Onion Orange CD (Table of the Elements)
- 1998 - The Thicket CD/LP (Drag City)
- 1999 - The Coxcomb LP/picture disc  (Rectangle)
- 2000 - The Spectrum Between CD/LP (Drag City/P-Vine)
- 2000 - Thirty-Minute Raven CD (Rectangle/P-Vine)
- 2002 - Act Five, Scene One (Blue Chopsticks/P-Vine)
- 2002 - Rickets & Scurvy LP/CD (Drag City/Fat Cat/P-Vine)
- 2003 - Comic Structure LP con edizione artistica di David Shrigley (En/Of)
- 2004 - A Guess at the Riddle CD/LP (Drag City/Fat Cat/P-Vine)
- 2005 - Two Soundtracks for Angela Bulloch CD (Semishigure)
- 2008 - An Optimist Notes the Dusk CD/LP (Drag City, P-Vine)
- 2009 - Hybrid Song Box.4 CD (Blue Chopsticks)

### Album in collaborazione
- 1999 - Apertura con Mats Gustafsson (Blue Chopsticks)
- 2003 - Off-Road con Mats Gustafsson (Blue Chopsticks)
- 2003 - Arborvitae con Loren Connors (Häpna)
- 2005 - The Harmless Dust con Nikos Veliotis
- 2005 - Thiefth con Susan Howe (Blue Chopsticks)
- 2007 - Souls of the Labadie Tract (Blue Chopsticks)
- 2009 - Seven Storey Mountain a nome Wooley. Lytton. Grubbs (Important Records)
- 2009 - Dust & Mirrors a nome Beleffi. Pilia. Grubbs (Drag City Records)

### Singoli e split
- 2000 - Aux Noctambules 3” CD (Rectangle)
- 2003 - Crumbling Land split 12" con Avey Tare (Fat Cat Records)
- 2005 - Yellow Sky split 12” picture disc con Åke Hodell (Kning Disk/Håll Tjäften)